# Volksbank Weschnitztal
Die Volksbank Weschnitztal eG ist eine deutsche Genossenschaftsbank mit Sitz in der hessischen Gemeinde Rimbach im Landkreis Bergstraße im vorderen Odenwald.

## Geschichte
Die Volksbank e.G. Fürth-Mörlenbach-Reisen mit dem Sitz in Fürth fusionierte im Jahr 1998 mit der Volksbank Weschnitztal eG mit dem Sitz in Rimbach zur heutigen Volksbank Weschnitztal eG.
Die Volksbank e.G. Fürth-Mörlenbach-Reisen entstand im Jahr 1992 aus der Fusion der Volksbank Fürth eG mit der Raiffeisenbank Weschnitztal Mörlenbach-Reisen eG mit dem Sitz in Mörlenbach. Diese wiederum entstand im Jahr 1988 durch die Fusion der Spar- und Darlehnskasse Reisen e.G. mit dem Sitz in Reisen mit der Raiffeisenbank eG Mörlenbach.
Im Jahr 1973 fusionierten die Spar- und Darlehnskasse e.G.m.b.H. Ellenbach mit dem Sitz in Ellenbach mit der Volksbank Fürth eGmbH zur damaligen Volksbank Fürth/Odenwald eGmbH. Zuvor fusionierte die Volksbank Fürth eGmbH im Jahr 1958 mit der Spar- und Darlehnskasse Erlenbach eGmbH mit dem Sitz in Erlenbach.
Durch die Fusion der Volksbank Lindenfels eGmbH mit dem Sitz in Lindenfels im Jahr 1969 mit der Volksbank Rimbach eGmbH entstand die damalige Volksbank Weschnitztal eGmbH.

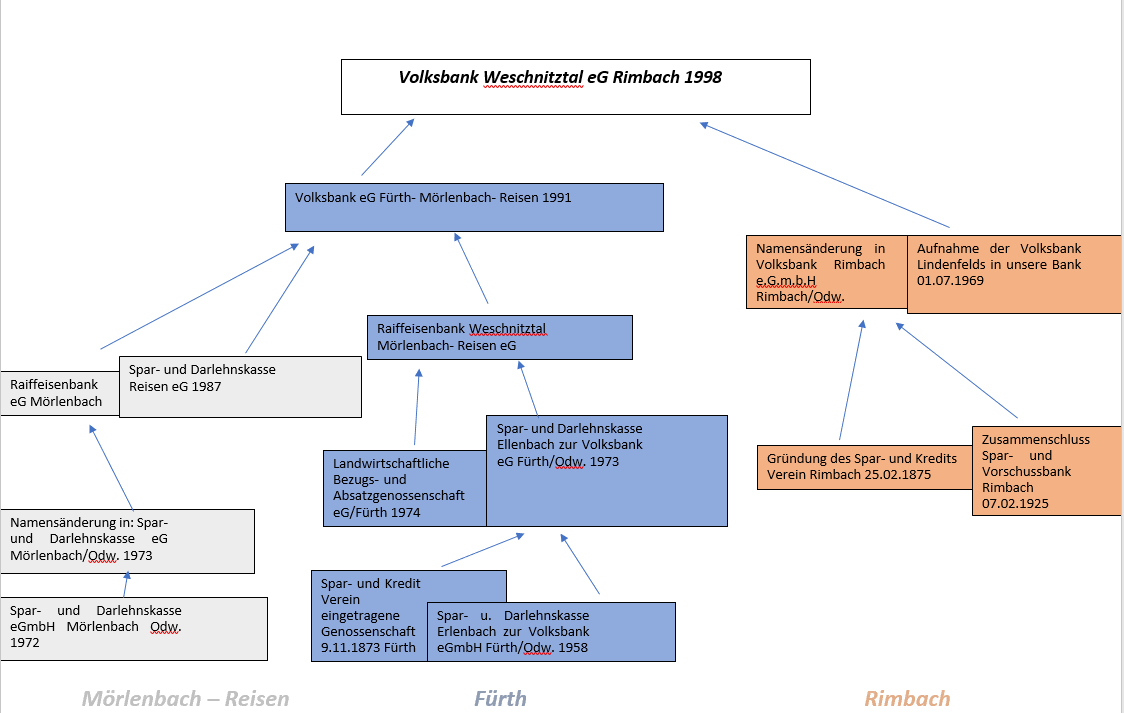
Historie der Volksbank Weschnitztal

## Rechtsverhältnisse
Die Volksbank Weschnitztal eG ist im Genossenschaftsregister beim Amtsgericht Darmstadt unter GnR 40105 eingetragen.

## Organisationsstruktur
Rechtsgrundlagen sind das Genossenschaftsgesetz und die durch die Vertreterversammlung beschlossene Satzung. Organe der Bank sind der Vorstand, der Aufsichtsrat und die Vertreterversammlung.

## Sicherungseinrichtung
Die Volksbank Weschnitztal eG ist der amtlich anerkannten Sicherungseinrichtung des Bundesverbandes der Deutschen Volksbanken und Raiffeisenbanken GmbH und der zusätzlichen freiwilligen Sicherungseinrichtung des Bundesverbandes der Deutschen Volksbanken und Raiffeisenbanken e.V. angeschlossen.

## Geschäftsausrichtung
Die Volksbank Weschnitztal eG betreibt das Universalbankgeschäft. Im Verbundgeschäft arbeitet sie mit der DZ Bank, R+V Versicherung, Bausparkasse Schwäbisch Hall, Teambank, VR Leasing, DZ Hyp und der Union Investment zusammen.

## Geschäftsgebiet
Das Geschäftsgebiet liegt im Osten des Landkreises Bergstraße.
An diesen Orten betreibt die Bank Filialen:
- Rimbach (Hauptstelle, jur. Sitz)
- Fürth (Geschäftsstelle)
- Mörlenbach (Geschäftsstelle)